# Honda XL350R
La Honda XL350R est une moto type trail produite par le constructeur japonais Honda à partir de 1984
. Elle se place dans la série NX de Honda, qui fut déclinée en de nombreuses cylindrées.